# Gavin O'Connor (regista)
Gavin O'Connor (Huntington, 24 dicembre 1963) è un regista, sceneggiatore, produttore cinematografico, commediografo e attore statunitense.

## Biografia
Nato ad Huntington, sull'isola di Long Island, nello Stato di New York, frequenta l'Università della Pennsylvania, dove inizia a scrivere le sue prime sceneggiature e si interessa a tutti gli aspetti della realizzazione di un film. Inizia scrivendo la sceneggiatura del cortometraggio The Bet (1992), esordio alla regia di Ted Demme, e tre anni più tardi debutta alla regia con il lungometraggio Comfortably Numb, da lui stesso prodotto e co-sceneggiato. Nel 1997 scrive, produce ed interpreta la commedia teatrale off-Broadway Rumblings of a Romance Renaissance.
Nel 1999 scrive una sceneggiatura basandosi sui ricordi d'infanzia dell'ex moglie Angela Shelton e realizza il suo secondo lungometraggio, In cerca d'amore, con protagonista Janet McTeer. Mostrato in vari festival, il film si è guadagnato svariati premi, tra cui un Independent Spirit Awards 2000 per la miglior performance di debutto di Kimberly Brown, un National Board of Review Awards 1999 e un Golden Globe 2000 come miglior attrice a Janet McTeer e una candidatura per la McTeer anche all'Oscar come miglior attrice protagonista.
Dopo aver recitato nel film del 2001 Prigione di vetro, assieme al fratello gemello Gregory fonda la Final Cut Features, il cui intendo è aiutare finanziariamente giovani registi indipendenti. Dopo alcuni progetti indipendenti, nel 2004 dirige per la Walt Disney Pictures Miracle, film incentrato sulla squadra di hockey su ghiaccio che vinse la medaglia d'oro alle Olimpiadi invernali del 1980, sconfiggendo la favorita squadra sovietica ed entrando nella storia dello sport come il miracolo sul ghiaccio.
Nel 2008 dirige Edward Norton e Colin Farrell in Pride and Glory - Il prezzo dell'onore, film la cui sceneggiatura è stata scritta da O'Connor assieme al fratello Gregory nel 1999, rendendo omaggio al padre, che era stato un detective della polizia di New York. Il progetto fu portato avanti per molti anni, tra ritardi e sospensioni in seguito agli attentati dell'11 settembre 2001, che resero poco opportuno, in quel periodo, affrontare il tema della corruzione nel corpo della polizia.
Nel 2011 è uscito nelle sale Warrior, interpretato da Joel Edgerton, Tom Hardy e Nick Nolte. Il film è ispirato alla storia personale di O'Connor, in quanto lui e suo fratello Greg dovettero dividersi da giovani a causa della separazione dei genitori, esattamente come i due protagonisti del film. Nel settembre 2017, la Warner Bros. lo sceglie come regista e sceneggiatore del sequel di Suicide Squad (primo film scritto e diretto da David Ayer), le cui riprese iniziano ad ottobre 2018. Successivamente viene reso noto che alla regia del capitolo successivo di Suicide Squad ci sarà James Gunn e non più O'Connor.

## Filmografia

### Regista

#### Cinema
- Comfortably Numb (1995)
- In cerca d'amore (Tumbleweeds) (1999)
- Miracle (2004)
- Pride and Glory - Il prezzo dell'onore (Pride and Glory) (2008)
- Warrior (2011)
- Jane Got a Gun (2015)
- The Accountant (2016)
- Tornare a vincere (The Way Back) (2020)
- The Accountant 2 (2025)

#### Televisione
- Murphy's Dozen - serie TV (2001)

### Produttore
- In cerca d'amore (Tumbleweeds), regia di Gavin O'Connor (1999)
- Murphy's Dozen - Telefilm, regia di Gavin'O Connor (2001)
- Mule Skinner Blues - Documentario (2001)
- Elvis and Anabelle, regia di Will Geiger (2007)
- Warrior, regia di Gavin O'Connor (2011)
- The Americans - serie TV, 8 episodi (2014)
- Tornare a vincere (The Way Back), regia di Gavin O'Connor (2020)
- Omicidio a Easttown (Mare of Easttown) – miniserie TV, 7 puntate (2021)

### Attore
- In cerca d'amore (Tumbleweeds), regia di Gavin O'Connor (1999)
- Prigione di vetro (The Glass House), regia di Daniel Sackheim (2001)
- Warrior, regia di Gavin O'Connor (2011)

## Doppiatori italiani
Nelle versioni in italiano delle opere in cui ha recitato, Gavin O'Connor è stato doppiato da:
- Nino Prester in Prigione di vetro
- Francesco Meoni in Warrior